# Aprostocetus asphondyliae
Aprostocetus asphondyliae är en stekelart som beskrevs av Mani och Kurian 1953. Aprostocetus asphondyliae ingår i släktet Aprostocetus och familjen finglanssteklar. Inga underarter finns listade i Catalogue of Life.